# Vlierden
Vlierden (dialect Vlierde) is een dorp en een voormalige gemeente binnen de gemeente Deurne in de Nederlandse provincie Noord-Brabant. De gemeente Vlierden, die in 1926 werd opgeheven, werd begrensd door de Oude Aa in het noorden en Astense Aa in het zuiden.

## Geschiedenis

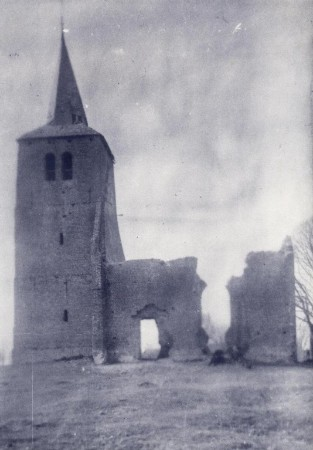
Kapel aan de Oude Torenweg in Vlierden, afgebroken in 1902

Vlierden bestaat uit een dorp omringd door een groot aantal gehuchten, voornamelijk gelegen op een dekzandrug langs de Oude Aa. In een 12e-eeuws afschrift van een oorkonde uit 721 wordt Vlierden als Fleodrodum vermeld. Deze aanduiding betekent vermoedelijk 'woonplaats, begroeid met vlierstruiken'. Het oudste Vlierden van de historische tijd was mogelijk in de buurt van de oude kapel van Vlierden, die tot 1902 aan de Oude Torenweg stond. Op deze plaats is in 1926 een gedachteniskapelletje geplaatst door de familie De Maurissens. Nabij deze plek staat een sterk verbouwde boerderij, op de plaats waar eens de ‘Kerkhofhoeve’, eigendom van de Abdij van Binderen, stond.

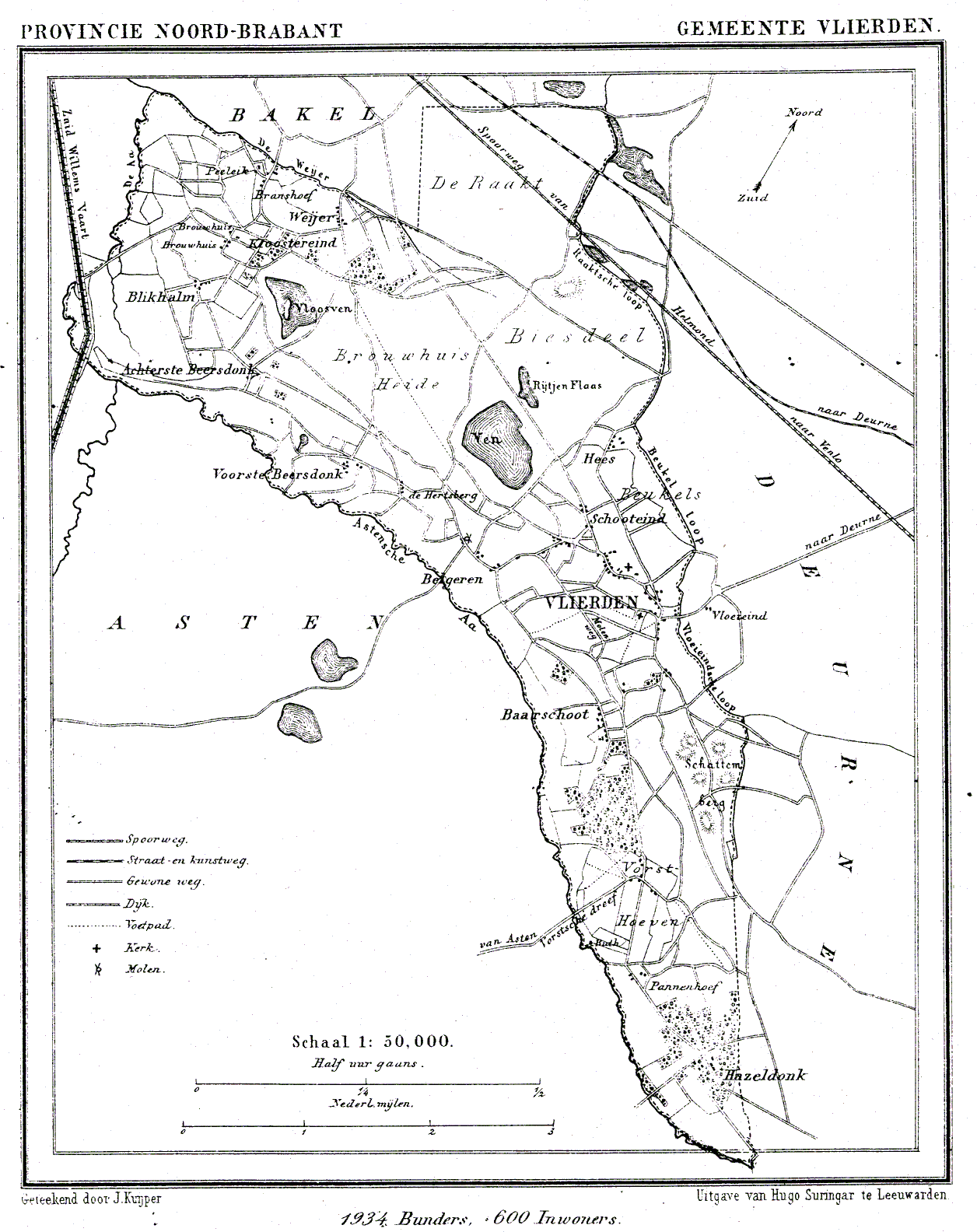
Vlierden in 1866

In 1505 werd Vlierden als leen van de lage jurisdictie door de hertog van Brabant uitgegeven. In 1681 werd het een zelfstandige parochie. In de 17e eeuw verplaatste de kern van het dorp zich naar het westen, waar aan het einde van de 18e eeuw een gemeentehuis werd gebouwd. Dit werd in 1902 vervangen door een nieuw pand. De bouw van een schuurkerk voor de parochie was noodzakelijk geworden nadat bij de Vrede van Münster in 1648 alle rooms-katholieke kerken en kapellen eigendom werden van de overheid en vervolgens in gebruik werden gegeven aan de protestanten. In 1845 werd op de plek waar eerder de schuurkerk stond de Sint-Willibrorduskerk gebouwd. De kom van het dorp ontwikkelde zich verder rond deze kerk. Al snel werden er een school, een klooster en meer boerderijen gebouwd, waardoor daadwerkelijk sprake was van het dorp Vlierden. Na de Tweede Wereldoorlog kreeg de kern vervolgens nog meer gestalte door enkele kleine nieuwbouwwijken.
In 1926 fuseerde de gemeente Vlierden met de gemeente Deurne en Liessel tot de gemeente Deurne. In 1968 verloor deze gemeente het oude Vlierdense deel van Brouwhuis aan groeikern Helmond.
In Vlierden ligt de familiebegraafplaats 't Ven, in 1942 aangelegd door de Deurnse huisarts-kunstschilder Hendrik Wiegersma die zelf de grafstenen ontwierp. Naast Wiegersma zijn er zijn moeder, vrouw, een zoon en een kleinzoon begraven. De plek wordt beheerd door Brabants Landschap en is enkele malen per jaar geopend voor bezoekers.

## Heren
Tussen 1505 en 1923 is een ononderbroken reeks heren en vrouwen van Vlierden te onderscheiden.
Met de afschaffing van het laatste heerlijke recht, het jachtrecht, hield de heerlijkheid Vlierden in 1923 op te bestaan. Er was geen onroerend goed of maatschappelijke positie meer op basis waarvan de laatste heer zich nog titulair heer kon noemen.

## Bezienswaardigheden
- De Sint-Willibrorduskerk
- Het voormalig Sint-Lambertusklooster
- De windmolen Johanna-Elisabeth

## Natuur en landschap
Het dorpsgebied van Vlierden wordt aan de zuidzijde begrensd door de Astense Aa. Ten noorden van Vlierdem ligt het dal van de Oude Aa, waar de Vreekwijkse Loop op uitkomt. Aan de noordwestelijke zijde ligt de Brouwhuissche Heide, nu een bosgebied, en aan de zuidoostelijke zijde de Liesselse bossen ofwel de Galgenberg. Aan de overzijde van de Astense Aa ligt achter het gehucht Oostappen de Oostappense Heide. In de Brouwhuisse heide ligt het drukbezochte natuurgebied De Bikkels, dat bestaat uit een heideveld met stuifzandheuvels en jeneverbesstruwelen.

## Nabijgelegen kernen
- Deurne, Ommel, Liessel, Brouwhuis.

## Motto
Het officieuze motto van Vlierden is 'Dorp vol actie', zoals bij binnenkomst van het dorp te lezen is op het bordje onder het plaatsnaambord.